# Estadio Juan Demóstenes Arosemena
El Estadio Juan Demóstenes Arosemena, conocido como el Coloso de Cabo Verde, es un estadio de béisbol situado en la Ciudad de Panamá, Panamá.
Fue cerrado y olvidado hasta diciembre de 2016 cuando inicia las obras de remodelación. En enero de 2024 fue reinaugurado.

## Historia
- En 1936 se crea en el gobierno de Panamá la Sección Olímpica, con carácter temporal, adscrita a la Secretaría de Higiene, Beneficencia y Fomento, la cual tenía a su cargo todo lo relacionado con las construcciones y demás obras que fuesen necesarias para la celebración de los Cuartos Juegos Deportivos Centroamericanos y del Caribe.  En ese año se dotó a esta sección de un ingeniero jefe, un jefe de atletismo, un jefe de sección y un contador.[2]  Inmediatamente se nombra al personal de esta sección.[3]

- En 1939 se promulga un Decreto ejecutivo por el cual se reglamentó el uso del Estadio Olímpico.  Este Decreto indicaba que el estadio era una dependencia de la Inspección General de Educación Física.  Según el Decreto, el uso del estadio era así:[4]
  - La liga nacional de base-ball (béisbol) (posteriormente Federación Nacional de baseball) dispondría durante las mañanas de todos los días para sus competencias.
  - La federación de football (futbol) dispondría durante las tardes de todos los días para desarrollar sus competencias.
  - Los aficionados, la liga y la federación de front-tenis dispondrían libremente de la cancha de juego del Estadio Olímpico
  - El atletismo, la liga y la federación desarrollarán sus competencias de pista y campo en el Estadio Olímpico. Los dirigentes de béisbol y futbol dejarán libre uso del Estadio a los atletas cuando sus competencias sean autorizadas por el inspector general de Educación Física.

- En 1991 por ley se traspasaron al patrimonio del Instituto Nacional de Deportes (INDE), de manera gratuita los edificios e instalaciones deportivas y los terrenos sobre los cuales estaban construidos, que fueron del Estado y pasaron a estar bajo la administración del INDE, incluyendo el Estadio Juan Demóstenes Arosemena.[5]

## Nombre oficial
Mediante Ley No.16 de 1956 se honra la memoria del expresidente de la República y se nombra el entonces Estadio Olímpico Nacional como Estadio Olímpico Juan Demóstenes Arosemena.

## Monumento histórico nacional
El 12 de marzo de 2004, se aprobó en tercer debate en la Asamblea Nacional el Proyecto de Ley que declaraba monumento histórico nacional al Estadio Juan Demóstenes Arosemena como edificio representativo de la evolución arquitectónica del siglo XX.  Sin embargo, el 26 de abril de 2004, la presidenta de la República, Mireya Moscoso, devuelve el Proyecto de Ley sin sancionar a la Asamblea Nacional, indicando que el mismo en su conjunto tenía aspectos que lo hacían inexequible e inconveniente.

## Reapertura y remodelación
El legendario Estadio Juan Demóstenes Arosemena reabrió sus puertas en la mañana del día 31 de enero de 2024 en una ceremonia donde asistió el presidente de la República de Panamá Laurentino Cortizo e invitados especiales. El remodelado Estadio de beisbol panameño se hizo a un costo de 14 millones 574 mil dólares, con una capacidad de 7643 butacas, divididas en 5849 con respaldar en niveles superiores y 1794 en niveles inferiores, además de un palco presidencial, palcos y sala de prensa. El estadio tiene un campo nuevo de juego, con especificaciones de la Major League Baseball (MLB) e incluye, dormitorios con capacidad para 30 personas, cocina, gimnasio, vestidores, baños, jaula de bateo y enfermería. Tendrá también un inmenso tablero electrónico, pantalla y marcador, luminarias tipo Led y un campo de béisbol para la categoría infantil.

### Partido
En la noche del 31 de enero de 2024, en el inicio de la Serie de 8 del 55°  Campeonato de Béisbol Juvenil de Panamá de 2024, se abrió nuevamente el Estadio para celebrar el juego de béisbol entre las novenas de Herrera y Panamá Metro. Los herreranos aplastaron 23 carreras por 3 al equipo de la capital panameña en siete episodios por abultamiento de carreras, El lanzador ganador fue Joshua Saavedra quien trabajó los siete episodios del juego.